# Trochalopteron chrysopterum
El charlatán de Assam (Trochalopteron chrysopterum) es una especie de ave paseriforme de la familia Leiothrichidae propia de las montañas del noreste del subcontinente indio. Anteriormente se consideraba una subespecie del charlatán coronicastaño, pero ahora se consideran especies separadas.

## Distribución y hábitat
Se encuentra en las montañas del este del subcontinente indio, distribuido por el noroeste de la India y las regiones adyacentes del sureste de China y Birmania. Su hábitat natural son los bosques húmedos subtropicales de montaña y las zonas de matorral.